# Noctua corchori
Noctua corchori là một loài bướm đêm trong họ Noctuidae.